# Georg Hunaeus

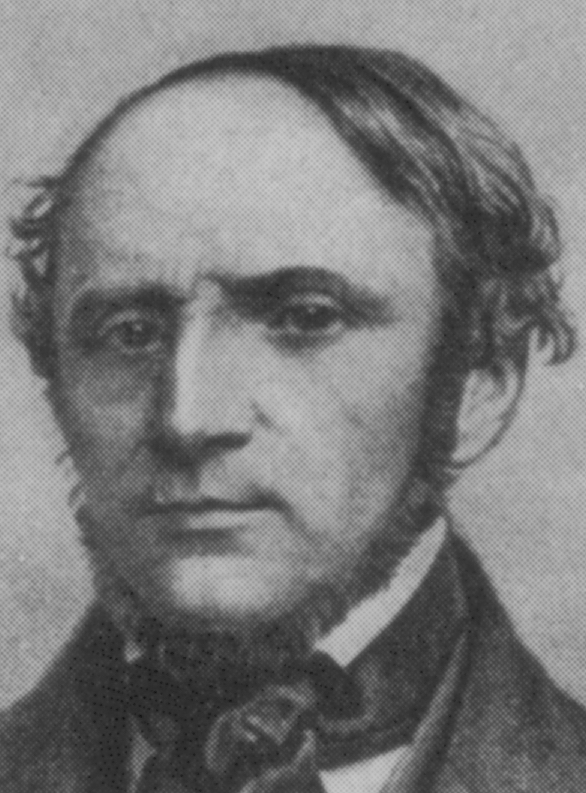
Georg Hunaeus

Georg Hunaeus, vollständiger Name Georg Christian Konrad Hunaeus oder auch Georg Christian Konrad Hunäus (* 24. März 1802 in Goslar; † 29. März 1882 in Hannover), war ein deutscher Markscheider, Geodät und Hochschullehrer.

## Leben

### Familie
Georg Hunaeus' Vater war der Bergfaktor Joh. Ernst Hunaeus (1777–1821), Sohn des Zehntners beim Bergamt in Goslar Joh. Jacob Adolph Hunaeus und der Sophie Friederike Bornemann. Georgs Mutter war Georgine Dor. (1779–1848), Tochter des Bergbeamten Joh. Georg Heinr. Koch in Goslar. Der Architekt Hermann Hunaeus war der jüngere Bruder oder Vetter von Georg Hunaeus.
1831 heiratete Georg Hunaeus in  Clausthal Wilhelmine Mathilde (1810–88), Tochter des Hüttenmeisters Erasmus Erythropel in Clausthal und der Joh. Dorothee Wagenschieber. Aus der Ehe gingen 4 Söhne und 2 Töchter hervor.

### Werdegang
Georg Hunaeus besuchte bis 1813 das Progymnasium in Goslar und wechselte anschließend nach Clausthal, wo er seine Ausbildung bis 1819 am Lyzeum sowie der Berg- und Forstschule fortsetzte. Von 1821 bis 1823 beschäftigte er sich mit praktischen Markscheidearbeiten und trat am 6. Juni 1821 als Markscheider-Eleve im Harzer Bergbau in den Königlich-Hannoverschen Staatsdienst. Bis 1823 besuchte er zugleich wieder die Berg- und Forstschule. Von 1823 bis 1825 studierte er in Göttingen Mathematik und Naturwissenschaften an der Georg-August-Universität und wurde nach weiteren 6 Jahren praktischer Tätigkeit im Jahr 1831 zum Markscheider ernannt.
Unterdessen hatte Hunaues schon 1830 Lehraufträge für Mathematik und praktische Geometrie (Vermessungs- und Markscheidekunde) an der Berg- und Forstschule erhalten, war 1831 in Clausthal zum Vize-Markscheider ernannt worden und unterrichtete ab demselben Jahr 1831 nun selbst Mathematik am Clausthaler Gymnasium.
1835 ging Huneaus nach Celle, wo er am dortigen Gymnasium als Oberlehrer der Mathematik und der Naturwissenschaften unterrichtete.
1843 promovierte er in Jena an der dortigen Universität zum Dr. phil. und folgte im selben Jahr dem Ruf nach Hannover, wo er in der Nachfolge von zwei hannoverschen Vermessungsoffizieren als erster Wissenschaftler das Gebiet der Geodäsie an der damaligen Höheren Gewerbeschule lehrte. 1857, nachdem die Einrichtung zur Polytechnischen Schule umbenannt wurde, wurde er zum Professor ernannt.
Zu Hunaeus' Schülern zählte Wilhelm Busch; mit Carl Friedrich Gauß unterhielt er eine Freundschaft.
1856 übertrug ihm das Ministerium des Innern den Auftrag zur Erforschung der geognostischen Verhältnisse des Flachlands im Königreich Hannover. Zwischen 1857 und 1864 wurden an verschiedenen Orten insgesamt 13 Bohrungen abgeteuft. Drei der Bohrungen wurden, wohl auf Anraten des Salineninspektors Hahse in Sülze in der Nähe der seit langen Zeiten bekannten Teerkuhlen (Schweröl-Ausbisse) am Südrand der Lüneburger Heide durchgeführt. Ursprünglich sollte nur in Wietze im Landkreis Celle gebohrt werden, um die Herkunft des Öles zu klären und ein vermutetes Braunkohlenlager nachzuweisen. Da die im April 1858 begonnene Bohrung an der Wallmann'schen Teerkuhle nach Unterbrechungen schließlich im August 1859 erfolglos abgebrochen werden musste, entschloss man sich zur Aufnahme weiterer Bohrungen an den Teerquellen in Hänigsen im Kreis Burgdorf und unmittelbar anschließend in Oedesse im Landkreis Peine (bis Juli 1862). Die Wietzer Bohrung wird allgemein als erste erdölfündige Bohrung bezeichnet. Die eigentliche Erschließung der Wietzer Erdölquellen begann jedoch mit einiger Verzögerung erst ab Mitte der 1870er Jahre. Ausschlaggebend war eine zunehmende Nachfrage, die vor allem durch den Erfolg des amerikanischen Petroleums ausgelöst wurde.
1857 wurde Hunaeus der Professorentitel verliehen. Von 1863 bis 1870 war er Mitglied der Verwaltungskommission der Gewerbeschulen.
Am 19. Mai 1880 wurde er zum Geheimen Regierungsrat ernannt und 1881 pensioniert.

## Auszeichnungen
- Guelphen-Orden, Vierte Klasse (1853)
- Preußischer Roter Adlerorden, Vierte Klasse (1869)
- Geheimer Regierungsrat (1880)

## Hunaeusstraße
Posthum wurde die 1929 im heutigen hannoverschen Stadtteil List angelegte Hunaeusstraße, die von der Podbielskistraße zur Karl-Kraut-Straße führt, nach dem so geehrten Vermessungsmathematiker benannt.

## Schriften
- Lehrbuch der reinen Elementar-Mathematik; 2 Bände; Leipzig, Leske
  - Band 1: Lehrbuch der reinen allgemeinen und besonderen Arithmetik für Schulen. 1835
  - Band 2: Lehrbuch der körperlichen Geometrie, der sphärischen Trigonometrie und der Kegelschnitte für Schulen. 1838
- Die Ellipse und Hyperbel in ihrer Anwendung auf die Dioptrik. Clausthal 1839
- Lehrbuch der praktischen Geometrie zum Gebrauche an höheren technischen Lehranstalten. Hannover 1848